# Kometes (Sohn des Sthenelos)
Kometes (altgriechisch Κομήτης Komḗtēs) ist in der griechischen Mythologie der Sohn des Sthenelos und der Bruder des Kylarabes.
Während sein Vater, der König von Argos, in den Trojanischen Krieg gezogen war, blieb er in Argos. Als Palamedes, der Sohn des Nauplios, von den Achaiern zu Tode gesteinigt wurde, rächte sich dieser, indem er die zurückgebliebenen Ehefrauen zum Ehebruch anstiftete. So ließ sich Aigiale, die Frau des Diomedes mit Kometes ein.